# Philip Herbert Cowell
Philip Herbert Cowell (* 7. August 1870 in Kalkutta; † 6. Juni 1949 in Aldeburgh) war ein britischer Astronom.

## Leben und Werk
Philip Herbert Cowell wurde 1870 im indischen Kalkutta als zweiter von fünf Kindern des Barristers Herbert Cowell und seiner Frau Alice Garrett geboren. Er besuchte zunächst die Privatschule in Stoke Poges und ab 1883 in Eton als Stipendiat und studierte anschließend am Trinity College der Universität Cambridge.
1896 wurde Cowell Chief Assistant  am Londoner Royal Greenwich Observatory. Cowell hatte eine große mathematische Begabung und nutzte diese für seine astronomische Forschung. Nach ihm benannt ist die Cowell'sche Methode für die Lösung von Differentialgleichungen in rechtwinkligen Koordinaten, wodurch Cowell einen bedeuten Beitrag zur Berechnung des Orbits astronomischer Körper entwickelte, wofür er 1906 zum Mitglied der Royal Society gewählt wurde. Er war zudem ab dem 14. Februar 1896 Mitglied der Royal Astronomical Society und 1897 der British Astronomical Association.
Am 5. Oktober 1909 entdeckte er den Hauptgürtelasteroid (4358) Lynn. Nach ihm wurde später der 1971 entdeckte Asteroid (1898) Cowell benannt.
Er heiratete 1901 Phyllis Chaplin († 1924). Die Ehe blieb kinderlos. Cowell verstarb 1949 im Alter von 78 Jahren in der südenglischen Kleinstadt Aldeburgh an Asthma cardiale.

## Auszeichnungen (Auswahl)
- 1910: Jules-Janssen-Preis, zusammen mit Andrew Crommelin
- 1910: Lalande-Preis, zusammen mit Andrew Crommelin[4]
- 1911: Goldmedaille der Royal Astronomical Society

## Publikationen (Auswahl)
- (zusammen mit Andrew C. D. Crommelin): The Perturbations of Halley's Comet in the Past. In: Monthly Notices of the Royal Astronomical Society of London 68 (1907). S. 111–125.
- The Orbit of Jupiter's Eighth Satellite. In: Monthly Notices of the Royal Astronomical Society of London 68 (1908). S. 576–581.
- Investigation of the Motion of Halley's Comet from 1759 to 1910. Publikation der Astronomischen Gesellschaft, no. 23 (1910).
- (zusammen mit Andrew C. D. Crommelin und C. Davidson): On the Orbit of Jupiter's Eighth Satellite. In: Monthly Notices of the Royal Astronomical Society 69 (1909). S. 421.